# بوث (تكساس)
بوث (بالإنجليزية: Poth town, Texas)‏ هي بلدة تقع بولاية تكساس في الولايات المتحدة. تبلغ مساحتها 8.26 كم2، وترتفع عن سطح البحر 123 م، بلغ عدد سكانها 1,908 نسمة في عام 2010 حسب إحصاء مكتب تعداد الولايات المتحدة وتصل الكثافة السكانية فيها 231 نسمة لكل كيلومتر مربع (598.3/ميل2).

## التركيبة السكانية
حدّد مكتب تعداد الولايات المتحدة بيانات التركيبة السكانية لبوث في تعداد الولايات المتحدة. في ما يلي، التركيبة السكانية حسب تعدادي 2000 و2010.

### تعداد عام 2000
بلغ عدد سكان بوث 1,850 نسمة بحسب تعداد عام 2000، وبلغ عدد الأسر 623 أسرة وعدد العائلات 490 عائلة مقيمة في البلدة. في حين سجلت الكثافة السكانية 224 نسمة لكل كيلومتر مربع (580.2/ميل2). وبلغ عدد الوحدات السكنية 663 وحدة بمتوسط كثافة قدره 80.3 لكل كيلومتر مربع (208.0/ميل2).
وتوزع التركيب العرقي للبلدة بنسبة 66.43% من البيض و0.43% من الأمريكيين الأفارقة و0.92% من الأمريكيين الأصليين و0.16% من الأمريكيين ذوي الأصول الآسيوية و29.08% من الأعراق الأخرى و2.97% من عرقين مختلطين أو أكثر و56.65% من الهسبانيون أو اللاتينيون من أي عرق.
بلغ عدد الأسر 623 أسرة كانت نسبة 45.7% منها لديها أطفال تحت سن الثامنة عشر تعيش معهم، وبلغت نسبة الأزواج القاطنين مع بعضهم البعض 63.9% من أصل المجموع الكلي للأسر، ونسبة 10.6% من الأسر كان لديها معيلات من الإناث دون وجود شريك، بينما كانت نسبة 4.2% من الأسر لديها معيلون من الذكور دون وجود شريكة وكانت نسبة 21.3% من غير العائلات. تألفت نسبة 19.6% من أصل جميع الأسر من عدة أفراد يعيشون في نفس المنزل ونسبة 10.6% كانت تتألف من شخص يعيش بمفرده يبلغ من العمر 65 عاماً أو أكثر. وبلغ متوسط حجم الأسرة المعيشية 2.97، أما متوسط حجم العائلات فبلغ 3.41.
بلغ العمر الوسطي للسكان 33.3 عاماً. وكانت نسبة 31.1% من القاطنين تحت سن الثامنة عشر، وكانت نسبة 9.2% بين الثامنة عشر والرابعة والعشرين عاماً، ونسبة 28.9% كانت واقعةً في الفئة العمرية ما بين الخامسة والعشرين والرابعة والأربعين عاماً، ونسبة 18.7% كانت ما بين الخامسة والأربعين والرابعة والستين، ونسبة 12.1% كانت ضمن فئة الخامسة والستين عاماً فما فوق. يوجد لكل 100 أنثى 100.3 ذكر، ويوجد لكل 100 أنثى في الثامنة عشر من عمرها فما فوق 92.4 ذكر.
بلغ متوسط دخل الأسرة في البلدة 35,492 دولارًا، أما متوسط دخل العائلة فبلغ 42,279 دولارًا. وكان متوسط دخل الذكور 30,885 دولارًا مقابل 21,563 دولارًا للإناث. وسجل دخل الفرد الخاص بالبلدة 13,910 دولارًا. وكانت نسبة 15.5% من العائلات ونسبة 18.1% من السكان تحت خط الفقر، وكان من هؤلاء نسبة 20.7% تحت سن الثامنة عشر ونسبة 23.3% في الخامسة والستين من العمر وما فوق.

### تعداد عام 2010
بلغ عدد سكان بوث 1,908 نسمة بحسب تعداد عام 2010، وبلغ عدد الأسر 663 أسرة وعدد العائلات 512 عائلة مقيمة في البلدة. في حين سجلت الكثافة السكانية 231 نسمة لكل كيلومتر مربع (598.3/ميل2). وبلغ عدد الوحدات السكنية 722 وحدة بمتوسط كثافة قدره 87.4 لكل كيلومتر مربع (226.4/ميل2).
وتوزع التركيب العرقي للبلدة بنسبة 86.64% من البيض و0.84% من الأمريكيين الأفارقة و0.42% من الأمريكيين الأصليين و0.21% من الأمريكيين ذوي الأصول الآسيوية و9.22% من الأعراق الأخرى و2.67% من عرقين مختلطين أو أكثر و57.08% من الهسبانيون أو اللاتينيون من أي عرق.
بلغ عدد الأسر 663 أسرة كانت نسبة 44.2% منها لديها أطفال تحت سن الثامنة عشر تعيش معهم، وبلغت نسبة الأزواج القاطنين مع بعضهم البعض 57% من أصل المجموع الكلي للأسر، ونسبة 13.7% من الأسر كان لديها معيلات من الإناث دون وجود شريك، بينما كانت نسبة 6.5% من الأسر لديها معيلون من الذكور دون وجود شريكة وكانت نسبة 22.8% من غير العائلات. تألفت نسبة 19% من أصل جميع الأسر من عدة أفراد يعيشون في نفس المنزل ونسبة 9.2% كانت تتألف من شخص يعيش بمفرده يبلغ من العمر 65 عاماً أو أكثر. وبلغ متوسط حجم الأسرة المعيشية 2.88، أما متوسط حجم العائلات فبلغ 3.26.
بلغ العمر الوسطي للسكان 34.7 عاماً. وكانت نسبة 29% من القاطنين تحت سن الثامنة عشر، وكانت نسبة 7.7% بين الثامنة عشر والرابعة والعشرين عاماً، ونسبة 27.3% كانت واقعةً في الفئة العمرية ما بين الخامسة والعشرين والرابعة والأربعين عاماً، ونسبة 24.7% كانت ما بين الخامسة والأربعين والرابعة والستين، ونسبة 11.3% كانت ضمن فئة الخامسة والستين عاماً فما فوق. وتوزع التركيب الجنسي للسكان بنسبة 48.7% ذكور و51.3% إناث.